# Federico Fernando de Anhalt-Köthen
Federico Fernando de Anhalt-Köthen (Pless, 25 de junio de 1769-Köthen, 23 de agosto de 1830) fue un príncipe alemán de la Casa de Ascania, gobernante del principado de Anhalt-Pless y, desde 1818, del ducado de Anhalt-Köthen. Era el segundo hijo del Príncipe Federico Erdmann de Anhalt-Pless, y de su esposa, Luisa Fernanda, hija del Conde Enrique Ernesto de Stolberg-Wernigerode.

## Biografía

Armas de Federico Fernando de Anhalt-Köthen como caballero de la Orden de Cristo

En 1786 se alistó al Ejército prusiano, donde obtuvo el rango de Generalmajor. De 1792 a 1794, combatió en las campañas militares en el Rin.
Después de la muerte de su padre y la renuncia a los derechos sucesorios de su hermano mayor retardado mental (1797), Federico Fernando heredó el Estado no soberano de Pless, pero en 1803 retornó al Ejército prusiano.
En Lindenau bei Heiligenbeil Federico Fernando contrajo matrimonio el 20 de agosto de 1803 con la Princesa María Dorotea Enriqueta Luisa de Schleswig-Holstein-Sonderburg-Beck (Lindenau, 28 de septiembre de 1783 - Pless, 24 de noviembre de 1803), hija del Duque Federico Carlos Luis de Schleswig-Holstein-Sonderburg-Beck, y por nacimiento princesa de Dinamarca como descendiente por línea masculina del rey Cristián III. La unión duró solo tres meses hasta la muerte de Luisa.
Después de la batalla de Jena, comandó su propio regimiento en Zehdenick cerca de las líneas enemigas, pero fue obligado a retirarse a Bohemia para asegurar el desarme de los austriacos. Poco después de estos hechos se retiró del ejército e hizo un viaje a los Países Bajos y Francia antes de volver a Pless. Durante la guerra de la Sexta Coalición en 1813, fue comandante de un contingente silesiano.

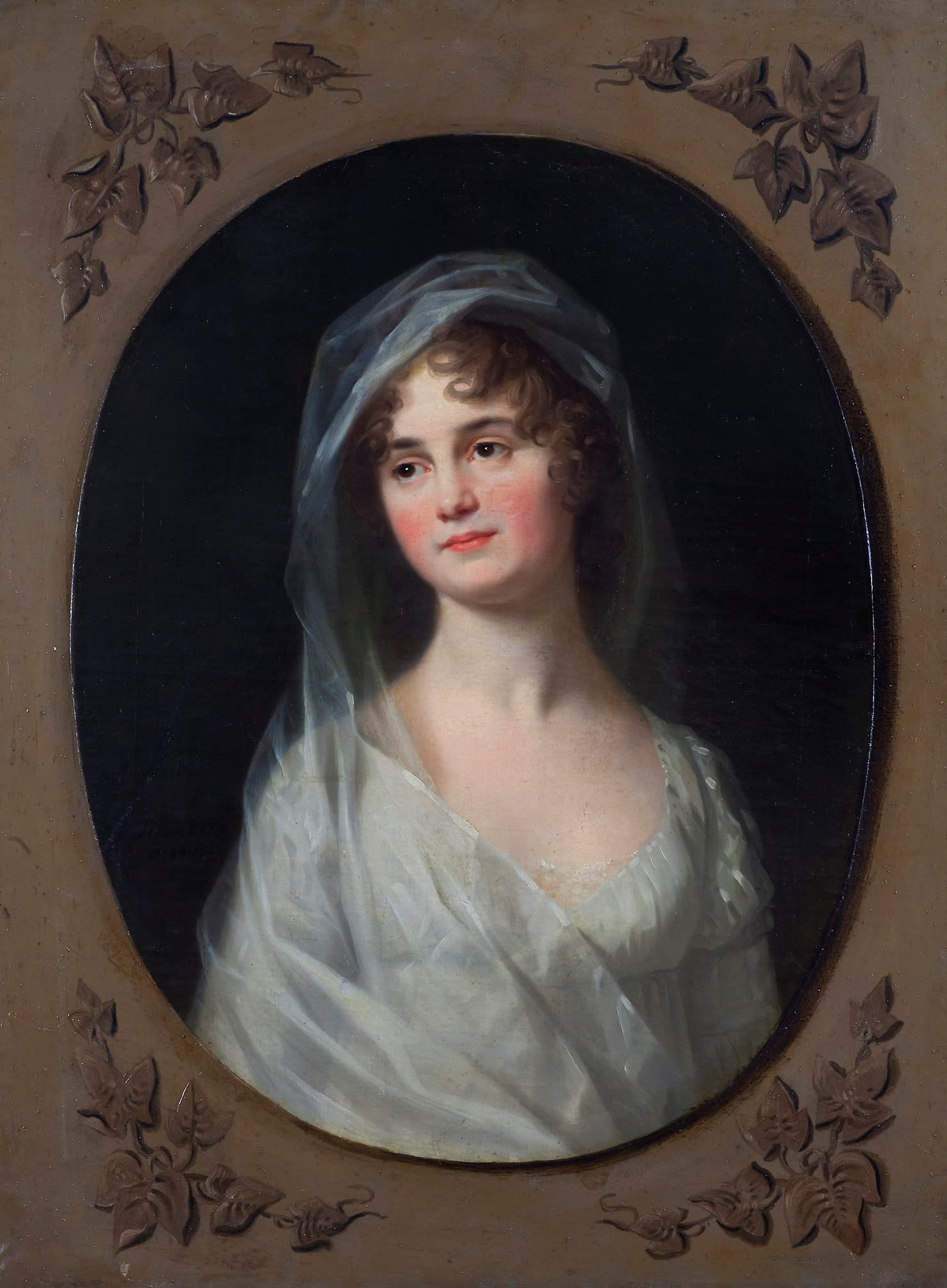
Su primera esposa, Luisa de Schleswig-Holstein-Sonderburg-Beck.

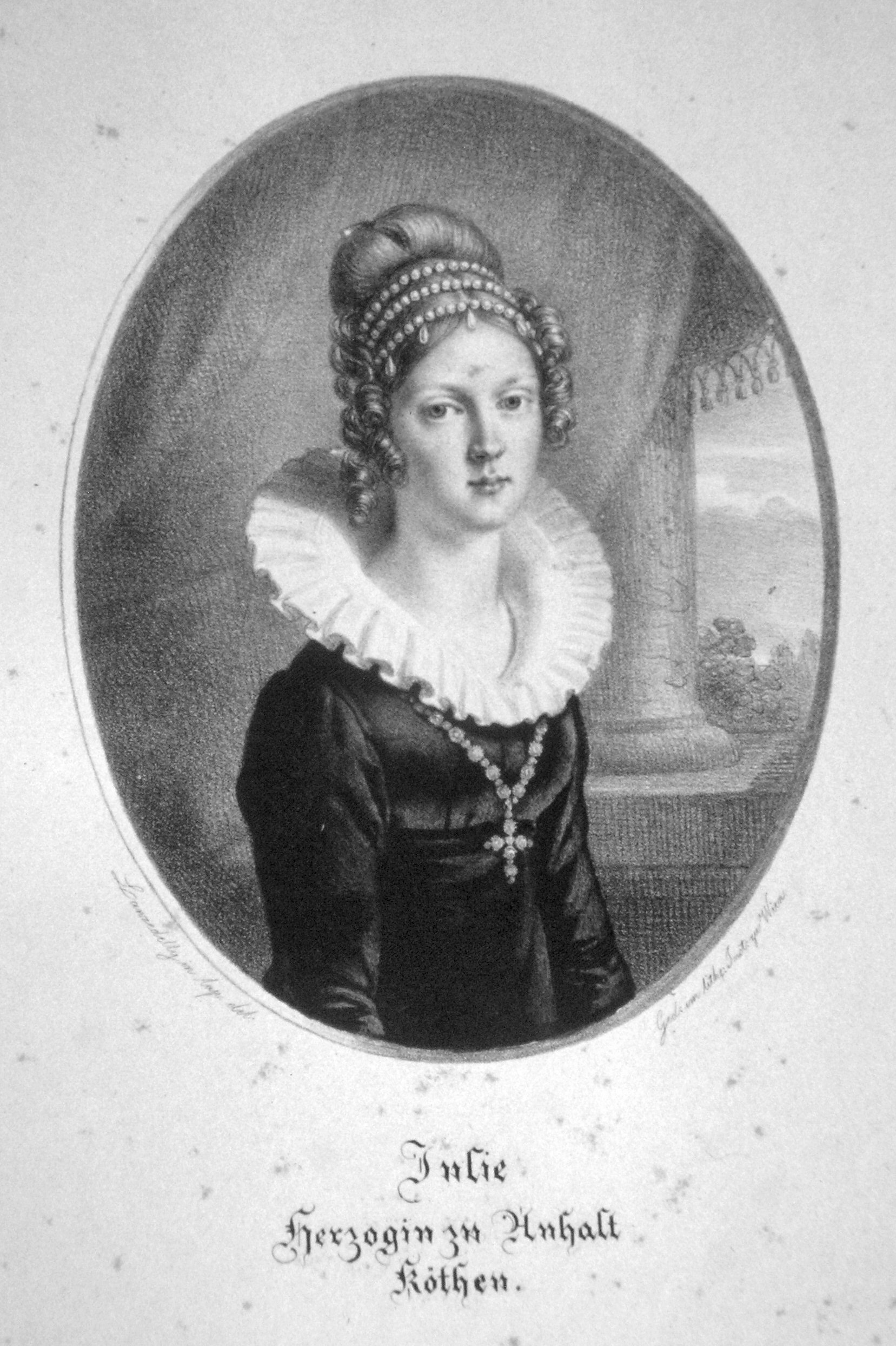
Su segunda esposa, Julia de Brandeburgo.

El 20 de mayo de 1816, Federico Fernando contrajo matrimonio por segunda vez en Berlín con la Condesa Julia de Brandeburgo (Neuchâtel, 4 de enero de 1793 - Viena, 29 de enero de 1848), hija ilegítima del rey Federico Guillermo II de Prusia (con la Condesa Sofía von Dönhoff, su esposa morganática). Este matrimonio tampoco tuvo hijos.
Cuando el joven Duque Luis Augusto de Anhalt-Köthen murió sin herederos directos en 1818, Federico Fernando, como su pariente varón más cercano, lo sucedió en el ducado soberano. Poco después cedió Pless a su hermano Enrique.
Durante un viaje a París en 1825, Federico Fernando y su esposa se convirtieron al Catolicismo de manos del arzobispo de París. No obstante, sus intentos de convertir Köthen a la fe católica encontraron una dura resistencia. El papa León XII apoyó la conversión del matrimonio y les envió distintos presentes al tiempo que su cuñado el rey de Prusia les escribió una carta mostrando su rechazo y cortó su relación con ellos. El duque eligió como confesor al jesuita belga Peter Jan Beckx.
Trajo al arquitecto clasicista Gottfried Bandhauer a Grimschleben, cerca de Nienburg, para realizar algunas remodelaciones en su palacio. Para 1828 fundó una colonia en el sur de Ucrania llamada "Askania-Nova" (Nueva Ascania), ubicada en las estepas de Tauri, al norte de la península de Crimea.
Bajo su gobierno, Bandhauer también construyó (entre 1823 y 1828) el Ferdinandsbau en el Palacio de Köthen, el monasterio y el hospital de la Orden Hospitalaria de San Juan de Dios en 1829, y la Iglesia Católica de Santa María (Kirche St. Maria) en 1830, en cuya cripta Federico Fernando sería enterrado poco después.
Al morir sin descendencia en 1830, Federico Fernando fue sucedido por su hermano Enrique.

## Órdenes
- Caballero de la Orden del Águila Negra.[4] ( Reino de Prusia)